# 運転免許証

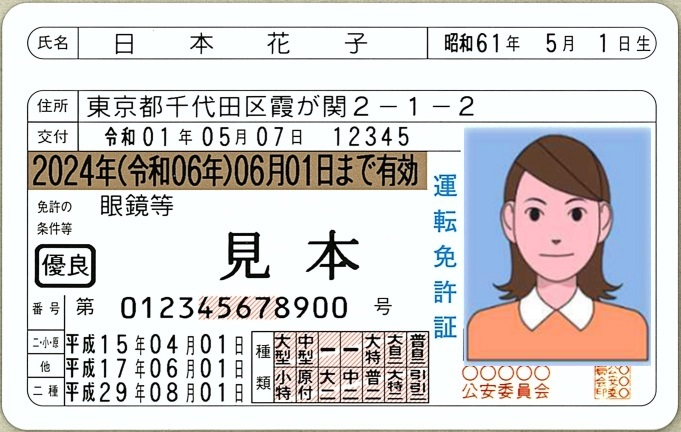
日本の運転免許証の表面
（2021年現在交付されているもの）

運転免許証（うんてんめんきょしょう）とは、自動車や二輪車、原動機付自転車の運転が許可されていること（一般に運転免許と呼ばれる）を示す公文書ICカード。本稿においては、以下単に「免許証｣と表記する。「免許書」は誤記。
日本の制度では、道路交通法の規定により都道府県公安委員会によって発行される自動車・二輪車、原動機付自転車の運転許可を証明する公文書・ICカードである。運転免許の交付を受けずに公道を自動車・オートバイ、原動機付自転車等の動力機で走行すること（無免許運転）は法令により禁止されている。
本項では、日本の自動車運転免許証について述べる。

## 概要

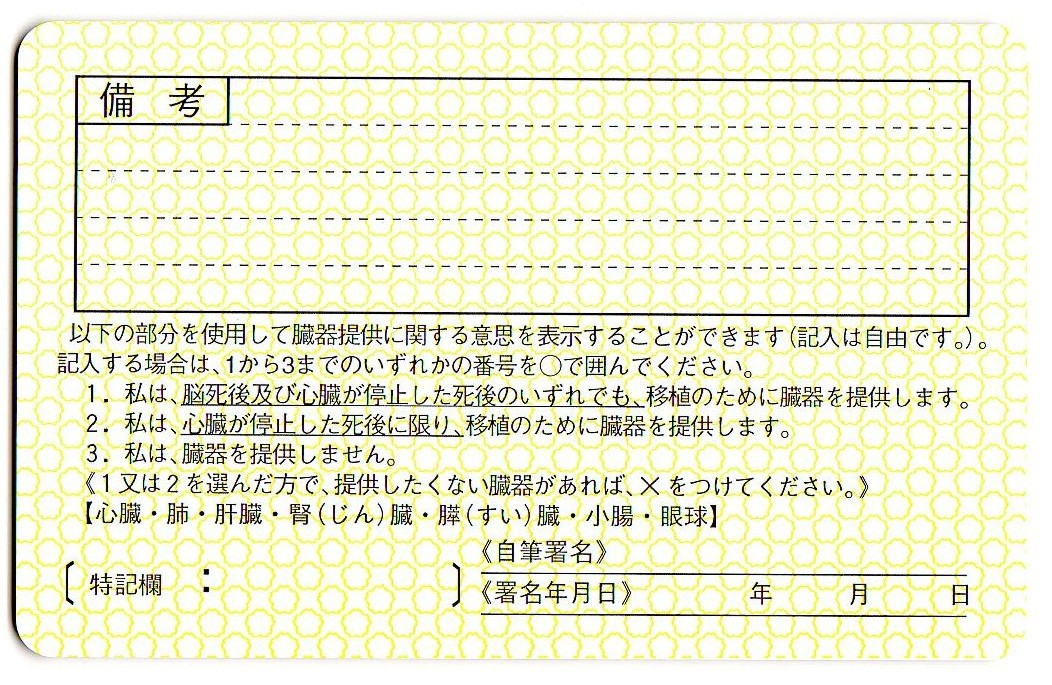
日本の運転免許証の裏面
（2021年現在交付されているもの）

日本の運転免許証は、住所地の都道府県公安委員会が交付する。原則として住民票（海外から日本へ帰国した在外日本人の一時帰国者については例外あり。日本国籍を有しない日本の外国人の場合は在留カードの国籍）のある、各都道府県公安委員会の管轄下にある運転免許試験場及び運転免許センター・運転免許更新センターなど（一部の地域では警察署）で交付される（実際の業務は都道府県警察に委任されている）。
マイナンバーカードと同様に顔写真付きの公文書として本人確認が可能であり、日本で最も取得者が多い国家資格でもあることから、国内では最も一般的な本人確認書類として、職務質問からクレジットカード作成時の本人証明まで、官民問わず幅広く利用されている。しかし身分証明書としての汎用性の高さから偽造の対象になりやすい。また検問などの際に指名手配犯などの犯罪捜査に利用されることもある。
運転免許証は、都道府県公安委員会から貸与される公文書であり、個人の所有物ではないため、有効期限が過ぎた運転免許証は、速やかに都道府県公安委員会に返納しなければならない。

### 記載事項
運転免許証には、氏名、生年月日（和暦）、住所、本籍、交付年月日（和暦）、有効期間末日（西暦・和暦併記）、本人の顔写真、免許の条件、番号（12桁）、免許取得年月日（和暦）、免許の種類が登録される。なお、日本の運転免許証には性別の記載欄がない。
運転免許証の顔写真では、サングラスや顔を覆う物など、著しく容貌が変わる物の着用は禁止であり、眼鏡やコンタクトレンズの着用は自由であるが、ストロボがレンズに反射し上手く撮れない場合は、それらを外すよう指示される。
裏面の備考欄には、氏名・住所・本籍などの記載事項を変更した場合や、眼鏡やAT車限定といった免許の条件、限定解除審査で限定免許が解除されたとき、自動二輪免許・第二種運転免許の取得年月日、自動二輪車で高速道路での二人乗り可、紛失や破損などによる再交付を受けた年月日、国際運転免許証の交付や返納など、各種の変更事項がが記載され（手書きまたはプリンタ印字）、当該行末に公安委員会印が捺される。なお個人情報保護の観点から、ICカード化された運転免許証では本籍の内容をIC内に電磁的に記録することで、券面の本籍欄は空欄となった。
2010年（平成22年）下半期以降に発行された運転免許証は、前述のICカード化に伴い、空欄となった本籍欄そのものが消滅した。また裏面には新たに臓器提供意思表示欄が設けられ、この欄に本人が必要事項を記入すること、記載内容を通常時は隠すためのシールを貼ることが許可された（それ以外の書き込みやシール類の貼付は法に抵触する可能性がある）。なお、臓器提供意思欄への提供・不提供の意思表明は、健康保険証と同様に個人の自由である。
免許更新の際に、持ち込み証明写真による運転免許証の発給も可能である。ただし全ての都道府県公安委員会で同じ対応ではなく、発給する試験場・免許センター・警察署によって、対応有無や予約の要否・即日発行の可否は異なる。一例として、東京都では府中・鮫洲・江東の各運転免許試験場において予約不要、愛知県では愛知県運転免許試験場（名古屋市天白区平針）において要予約などと、都道府県により差がある。
日本では、運転免許証は旧姓での作成は不可であるが、2019年12月からは旧姓の併記が可能となった。

### 体裁
2010年1月以降の日本の運転免許証は、全国一律でICカード免許証となっている。運転免許証の新規交付や更新の度に、4桁の番号2種類を暗証番号として設定する。
運転免許証の寸法は、クレジットカードやキャッシュカードと同じ、縦5.4cm×横8.56cmである。現行サイズは1994年（平成6年）5月10日施行の道路交通法一部改正により、1999年（平成11年）5月までの5年以内の間（更新または再発行時）に小型化されたものである。それ以前は縦6.9cm×横9.7cm×厚さ0.5mmで、同サイズの「運転免許証サイズ」というカード寸法が存在した。
日本の運転免許証の体裁は、過去には木製、紙製二つ折りなど幾度かの変更を受け、1970年代にはラミネート加工が行われていた。初期のものはポリエステル素材を接着剤で張り付けたもので、接着剤は小西六写真工業（現：コニカミノルタ）が7年がかりで開発したものであった。素材の採用に当たっては、誤って揉み洗いした場合など耐久試験に合格している。
なお、運転免許証のサイズや記載事項は全国共通だが、各都道府県公安委員会単位で発行されるため、それぞれ印刷される公安委員会の公印や書体（フォント）、氏名欄では氏名の始まる位置や文字間の空白の数等、記載事項には細かな点でいくつかの違いがある。またこれらの体裁は定期的に変更される。

### 再交付
運転免許証は、遺失・盗難・汚損・破損した場合、記載事項・免許の条件を変更した場合（既に裏書きされている場合も含む）、写真変更を希望する場合は、住所地を管轄する運転免許試験場でその旨を申し出れば、即日再交付または後日再交付が可能である。ただし本人以外が再交付を受けることはできない。
再発行については特段の制限はないが、その回数は記録される。

### マイナ免許証（運転免許証のデジタル化）
政府が進めるデジタル化の一環として、運転免許証をマイナンバーカード（個人番号カード）へ統合したり、スマートフォンの画面で提示できるようにする、国家資格証のデジタル化案が検討された。ただしマイナンバーカードの取得や所持は義務ではないため、従来の運転免許証も引き続き発行されるが、政府は2024年末までにマイナンバーカードと運転免許証の一本化を目指すとした。
ここでいうデジタル化とはIT化の事である。これ以前から運転免許証の記載は写真以外は符号化された文字情報で記載されており、免許証にはアナログ情報の記録はされていない。
2024年9月12日、警察庁は、マイナンバーカードと運転免許証の一体化の手続きを2025年3月24日に開始する方針を発表した。
2025年3月24日より、希望者を対象にマイナンバーカードのICチップ内に運転免許証の情報データを収容した「マイナ免許証」（道路交通法上の正式名称「免許情報記録個人番号カード」）を交付する制度が開始した。運転免許試験場または警察署等で手続きした後、マイナンバーカードを運転免許証（マイナ免許証）として利用することが可能になった。マイナンバーカードと運転免許証の一体化以降は、「従来の免許証のみ所持（手続き不要）」・「マイナ免許証のみ所持」・「マイナ免許証と従来の免許証の両方所持」の3パターンから任意で選べる。なお「マイナ免許証のみ所持」の場合、マイナポータル連携をした後にスマートフォンまたはパソコンでマイナポータルにログインするか（運転免許試験場または警察署等でマイナ免許証利用開始手続き時に署名用電子証明書を提出した後に、マイナポータルからの署名用電子証明書の提出をする必要あり）、マイナ免許証読み取りアプリをスマートフォンまたはパソコンにインストールすれば免許情報を確認できる。

## 運転免許の種類
運転免許は第一種運転免許、第二種運転免許、仮運転免許に区分されるが、仮運転免許については運転免許証を既に所持している場合であっても、車種ごと（普通・準中型・中型・大型）に都道府県警察又は都道府県公安委員会により仮運転免許証が発行される。
運転免許証に記載される運転免許は、2017年時点で第一種運転免許は大型自動車、中型自動車、準中型自動車、普通自動車、大型特殊自動車、けん引自動車、大型自動二輪車、普通自動二輪車、小型特殊自動車、原動機付自転車があり、第二種運転免許は大型自動車、中型自動車、普通自動車、大型特殊自動車、けん引自動車がある。
運転免許に記載されている免種であっても、免許の限定条件によって運転可能な車両が制限され、免許の条件等欄に記載される。例えば普通自動二輪車免許を受けても「普通二輪は小型二輪に限る」の記載がある場合は小型自動二輪車に限って運転可能となる。他にも教習範囲による限定では、大型特殊自動車の農機限定・装軌限定、自動車・自動二輪車のAT限定などや、中型・準中型新設時の従来普通免許の移行措置によるものなど、あるいは身体障害によりそれを補う装置を装着した車両に限って運転可能など、記載される。

## 運転免許証上の種類表記順
| 大 型 | 中 型 | 準 中 型 | 普 通 | 大 特 | 大 自 二 | 普 自 二    |
| 小 特 | 原 付 | 大 二    | 中 二 | 普 二 | 大 特 二 | 引 ・ 引 二 |

- 原則として実際に取得した運転免許（法令改正の経過措置等により取得したものとみなされるものを含む）の文字が、上表の位置にそのまま（左詰めなどなく）表記される。
- 所持しない運転免許の枠内には、文字の代わりに中央の位置に「-」（ハイフン）が表示される。
- 表示のあるものは取得した車種であって、運転可能な車両種別を表しているわけではない。
- 取得済みの運転免許の下位免許は取得できない（記載されない）。例えば、中型免許を取得（従前の普通免許からの移行も含む）しているのに準中型免許は取得できないし、普通免許を取得した後に、原付免許や小型特殊免許は取得できない。
- けん引自動車免許のみ、取得している種類によって表記が異なる。第一種けん引自動車免許のみ取得している場合は「け引」、第二種けん引自動車免許のみ取得している場合は「け引二」、両種とも取得している場合は「引・引二」となる。
- 運転免許証の種類表記欄の左に、三段の日付表示がある。

| 二・小・原 | 元号yy年mm月dd日 |
| 他         | 元号yy年mm月dd日 |
| 二 種      | 元号yy年mm月dd日 |

- これは、それぞれ該当する種類の免許を最初に取得した日付を表している（失効や取消で再取得した場合はその日付）。従って、何らかの免許を取得後に、他の種類の免許を取得（例：普通免許を取得後に準中型免許を取得）した場合も変わることはない。なお、運転免許証のICチップ上には全運転免許の取得年月日が記録されているので、履歴書記入など何らかの理由により把握したい場合は、NFC搭載のスマートフォンと専用の読み取りアプリで暗証番号を入力して読み出すことは可能である。
- 運転免許証裏面の備考は、都道府県公安委員会が表面の記載事項（住所の変更・限定解除審査・免許の条件等）の変更内容を裏書する欄であるので、ここにメモや書き込みをすると、刑法の公文書偽造罪および道路交通法違反に問われる可能性がある[13]。

## 更新期間と更新期限切れ
運転免許証の有効期間は最長5年で、初めて取得した時のグリーンカード、ブルーカード、ゴールドカード（ゴールド免許）があり、その年数は取得後の年数、事故や違反歴、年齢によって異なる。更新期間内に運転免許証の更新を行わなくてはならない。
2002年（平成14年）6月1日施行の道路交通法改正で、運転免許証の更新期間は従来の「誕生日前1か月間」から「誕生日を挟んだ前後それぞれ1ヶ月間（計2ヶ月）」になった（前後の月に同じ日付がない場合は、当該月の最終日を対象とする）。
例えば更新年を202X年とした場合、2月15日が誕生日の者は令和X年1月15日から同年3月15日までの期間に更新が可能となり、免許証上は2019年（令和元年）5月5日以前交付の免許証は「平成3X年03月15日まで有効」あるいは「202X年（平成3X年）03月15日まで有効」と表記され、5月5日以降交付の免許証は「202X年（令和X年）03月15日まで有効」と表記される。1月29 - 31日が誕生日の場合は、12月28日から2月28日（閏年は29日）までが更新可能期間となる。
なお、更新期間最終日が行政機関の休業日（土曜日・日曜日・国民の祝日・振替休日および年末年始の12月29日 - 1月3日など）に当たる場合は、その翌業務日まで更新可能期間が延長される。しかし逆に更新期間初日がこれらの休業日に当たっても、前倒しの手続きは後述の場合を除きできない（更新期間初日が年末年始以外の日曜日の場合の、一部の運転免許試験場における手続きは可能）。
2019年（平成31年）4月1日に新元号「令和」が発表されたが、平成最後の免許証発行日（4月28日）までは有効期限を「平成3X年」と表記され、令和変更後（最速5月5日）からは「令和○年」表記での発行となる。新元号発表後の4月に更新したゴールド免許も「平成36年」表記になるが「令和6年」に読み換えて対応する。
更新期間前に更新手続きが受け付けられるのは、海外旅行、海外滞在、入院、出産の場合で、理由を証明するもの（パスポート、業務命令書、診断書、母子手帳）の提出が必要となる。更新期間前に更新手続きを受けたものの有効期限は、更新手続きを行った日から3回目または5回目の誕生日の1か月後となるため、更新期間内の更新より1年間有効期間が短くなる。

## ICカード運転免許証

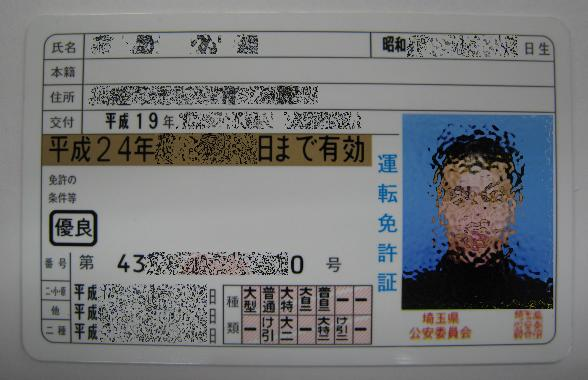
ICカード運転免許証
画像内の種類表記順は、2007年（平成19年）1月4日〜6月1日の中型自動車免許施行前に交付されたICカード運転免許証にのみ見られた期間限定の種類表記順であり、現在とは異なっている。2010年（平成22年）7月以降の新規発行・更新分からは全てICカード運転免許証となり「本籍欄」はデータのみ格納され、カード表面から削除されている。

運転免許証のICカード化は、券面偽造対策と利便性向上のため、当初は2004年（平成16年）に全国一斉導入される予定だったが、政府の予算の関係で保留され、2007年（平成19年）から約3年をかけて、段階的に日本全国に導入された。各都道府県の導入時期は以下の通り。
| 交付開始時期                   | 交付を開始した都道府県 |
| ------------------------------ | --- |
| 2007年（平成19年）01月04日より | 東京都、埼玉県、茨城県、兵庫県、島根県 |
| 2008年（平成20年）01月04日より | 千葉県、岡山県、香川県、長崎県、熊本県 |
| 2009年（平成21年）01月04日より | 北海道、岩手県、宮城県、秋田県、山形県、福島県、栃木県、神奈川県、新潟県、富山県、山梨県、長野県、愛知県、三重県、滋賀県、奈良県、和歌山県、広島県、徳島県、愛媛県、福岡県、佐賀県、大分県、宮崎県、鹿児島県、沖縄県 |
| 2009年（平成21年）01月05日より | 群馬県 |
| 2009年（平成21年）03月30日より | 静岡県 |
| 2009年（平成21年）06月01日より | 大阪府 |
| 2009年（平成21年）09月24日より | 青森県 |
| 2009年（平成21年）11月01日より | 高知県 |
| 2010年（平成22年）01月04日より | 石川県、福井県、岐阜県、京都府、山口県 |
| 2010年（平成22年）01月31日より | 鳥取県 |

ICカード運転免許証とその交付で、それ以前と異なる点は以下の通りである。
- ICチップ封入のため、厚さがそれまでの0.5mmからクレジットカード等と同じ0.76mm（ISO/IEC 7810 ID-1）となった。
- 表面の本籍欄は個人情報保護のため空欄となり、ICチップに本籍地の住所情報（日本国籍を有しない者は、その国家や地域の国籍）が記録される。前述の通り2010年（平成22年）7月以降に発行された運転免許証では、表面の本籍欄が削除された[1]。
- 取得・更新の際に数字4桁の暗証番号を2つ設定する。ICチップに記録されている「氏名」「生年月日」「免許証交付年月日」「有効期間」「免許の種類」「免許証番号」を読み取るためには、暗証番号1が必要である。暗証番号1で読み取れる内容に加えて「本籍」「顔写真」を読み取るためには、暗証番号1と暗証番号2の両方が必要である[1]。
- 暗証番号を3回続けて間違うと、ICチップに記録されている情報がロックされ、カードリーダーで読めなくなる。運転免許試験場・運転免許更新センター・警察署においてICチップのロック解除の申請を行う必要がある[1]。
- 暗証番号を忘れた場合は、運転免許証を持参して、運転免許試験場・運転免許更新センター・警察署へ申請し、本人確認後に通知を受ける。
- 暗証番号の変更は、運転免許証の再交付時か次回更新時、または他の運転免許の取得時の、いずれかまではできない[1]。
- 運転免許証の交付費用に、ICカード化によるコスト（450円）が上乗せされた。
- ICカード運転免許証は、ISO/IEC14443 Type BのNFCを使用している。なお住民基本台帳カード、ICパスポート、個人番号カードも同タイプである。
- ICカード運転免許証と他のICカード（個人番号カード、FeliCa使用のSuicaやICOCAなどの交通系ICカード、たばこ自動販売機での購入に用いるカード「taspo」、非接触式の入退館カードや社員証など）を同じケースに入れたり重ね合わせると読み取りエラーが起きる。これは読み取り機に対して複数の非接触型ICカードがお互いに誘導電流を奪い合うため十分な電力が供給されず、ICチップが起動しなかったり返答用出力が足りなくなることによる。

## 運転免許証の携帯と提示義務
道路交通法第95条の規定により、運転免許を受けた者が自動車等を運転する場合は、当該自動車等に係る運転免許証を携帯しなければならない。携帯せず運転した場合は「運転免許証不携帯」として交通違反行為となり、違反点数無しの反則金3,000円が課される。
また交通違反や交通事故を起こした場合は警察官に運転免許証を提示する義務があり、要求に応じない場合は5万円以下の罰金刑となる。

## 運転経歴証明書
高齢者の交通事故増加に対する対策の一環として、運転免許証の取り消し申請制度（いわゆる自主返納制度）が1998年（平成10年）より実施されている。この返納制度の促進策として2002年（平成14年）6月1日より発行されたのが「運転経歴証明書」（うんてんけいれきしょうめいしょ）である。これは、運転免許証が身分証明書として社会一般において広く用いられていることが自主返納制度が利用されない一因であることに着目して設けられた。運転経歴証明書はICカード化されない。
運転経歴証明書は「ゼロ免許」とも呼ばれるが、1973年（昭和48年）4月より発行されていた旧型サイズ（縦6.9cm×横9.7cm）の頃、免許された運転区分が免許有り（1）・なし（0）で表されていたことから、運転できる車両区分がないのは全てが0となることに由来する。運転免許証を自主返納したことを証明するものであるため、過去に免許されていた区分に関わらず、運転経歴証明書により自動車やオートバイを運転することはできない。
運転経歴証明書の発行は、全部取り消しをした場合に限られ、一部区分を取り消した場合は発行できない。また発行申請が可能なのは有効な運転免許を申請して取り消した者に限られ、期限が切れた免許証での発行申請はできない。運転免許を取得したことがない者にも発行されない。なお、運転免許証とは異なり定期的な更新制度はない。
2003年（平成15年）1月6日に施行された本人確認法の施行規則において、有効期間がない運転経歴証明書は作成から6か月以内のものに限るとされており、これは犯罪による収益の移転防止に関する法律施行規則においても同様である（第7条ただし書）。従って2012年（平成24年）3月31日以前に発行された運転経歴証明書は、発行から6か月以上経過した場合には、犯罪収益移転防止法適用範囲内の手続きを行う際の身分証明書として用いることができなかった上、紛失・毀損などの際に再交付を受けられる規定がなかった。
そのため、銀行や証券会社の金融機関で口座を開設する際や、クレジットカードの入会申し込みを行う場合の本人確認書類として活用しにくい点があり、制度の改善を求める声が相次いだため、2012年（平成24年）4月1日に道路交通法施行令が改正され、運転経歴証明書の発行期間が、運転免許返納より1か月以内から5年以内へ延長された。
2012年改正後の運転経歴証明書は、住所など記載事項の変更があった際には都道府県公安委員会へ届出を行うことが義務付けられ、紛失・毀損した際は再交付が受けられるよう制度の変更がされた。一方、犯罪による収益の移転防止に関する法律施行規則の改正により、犯罪収益移転防止法適用範囲内の手続きを行う際の身分証明書として、発行からの期間を問わず通用するようになった。
また、2012年改正前に発行された運転経歴証明書は、申請取り消しから5年以内か、記載内容が判読できる経歴証明書を所持している場合は、改正後の経歴証明書を再交付して切り替えることが可能である。
一部事業者が運行する路線バスやタクシー、一部市町村が運行するコミュニティバスや乗合タクシー（デマンド型交通）などでは、運転経歴証明書の提示により運賃が割引される制度が設けられている。

## 番号の属性
運転免許証番号12桁のうち、先頭の2桁は最初に運転免許証の交付を受けた都道府県公安委員会（北海道は方面公安委員会ごと）を表し（東京都で取得すると「30」となる）、次の2桁が初取得年（西暦）の下2桁である。例えば、2021年（令和3年）に取得した場合は「21」となる。後の6桁は情報公開されておらず付番規則は不明で、最後から2桁目は前10桁のチェックディジットで、最後の1桁は紛失等による再交付を受けた回数を示す（再交付を受けていなければ0になっている。ただし、運転免許証の破損や印刷剥離、記載事項・写真変更・免許の条件変更による再交付で、手元に免許証があり記載内容が確認できて旧免許証と交換となる場合は、末尾の番号は変わらない。また更新や他区分の免許取得による「免許証の代替わり」はカウントされない。10回免許証を再発行すると「1」に戻る）。
下1桁を除く11桁は、免許を取り消されて再取得する事がない限り変わらず、また全国共通である。
交付欄の年月日の右に記載されている5桁の数字は「照会番号」と呼ばれ、交付日における連続番号を示し、運転免許証の更新時に変わる番号である。番号の末尾3桁ないし4桁は、当該都道府県内で当日内に交付した免許証の通し番号である。
先頭1 - 2桁に関しては、公安委員会によって付与手順が異なる。一例として東京都の場合、72XXXは世田谷警察署、74XXXは新宿運転免許センターで交付されたものである。また宮崎県では上位1桁目で運転免許センター名を、2〜3桁は即日交付か後日交付かの処理や更新か、新規か併記か期失か保留かの区分によって割り振っている。
番号に密かに意味を持たせ、犯罪歴や思想信条を記載するのではないかという懸念から情報公開請求がなされたが、一部のみしか公開されていない。また審査請求も同様に行われたが、当該非開示とした部分について妥当である旨の答申が、2006年（平成18年）3月7日になされた（平成17年（2005年）度（行情）答申第580号）。
道路交通法違反の免許停止処分は裏面に記載され、その処分前歴も警察庁交通局のデータベースに照会しなければ確認はできない。
| 10   | 11   | 12   | 13   | 14   |        |        |      |      |      |      |
| 青森 | 岩手 | 宮城 | 秋田 | 山形 | 福島   |        |      |      |      |      |
| 20   | 21   | 22   | 23   | 24   | 25     |        |      |      |      |      |
| 東京 | 茨城 | 栃木 | 群馬 | 埼玉 | 千葉   | 神奈川 | 新潟 | 山梨 | 長野 | 静岡 |
| 30   | 40   | 41   | 42   | 43   | 44     | 45     | 46   | 47   | 48   | 49   |
| 富山 | 石川 | 福井 | 岐阜 | 愛知 | 三重   |        |      |      |      |      |
| 50   | 51   | 52   | 53   | 54   | 55     |        |      |      |      |      |
| 滋賀 | 京都 | 大阪 | 兵庫 | 奈良 | 和歌山 |        |      |      |      |      |
| 60   | 61   | 62   | 63   | 64   | 65     |        |      |      |      |      |
| 鳥取 | 島根 | 岡山 | 広島 | 山口 |        |        |      |      |      |      |
| 70   | 71   | 72   | 73   | 74   |        |        |      |      |      |      |
| 徳島 | 香川 | 愛媛 | 高知 |      |        |        |      |      |      |      |
| 80   | 81   | 82   | 83   |      |        |        |      |      |      |      |
| 福岡 | 佐賀 | 長崎 | 熊本 | 大分 | 宮崎   | 鹿児島 | 沖縄 |      |      |      |
| 90   | 91   | 92   | 93   | 94   | 95     | 96     | 97   |      |      |      |

## 参考画像

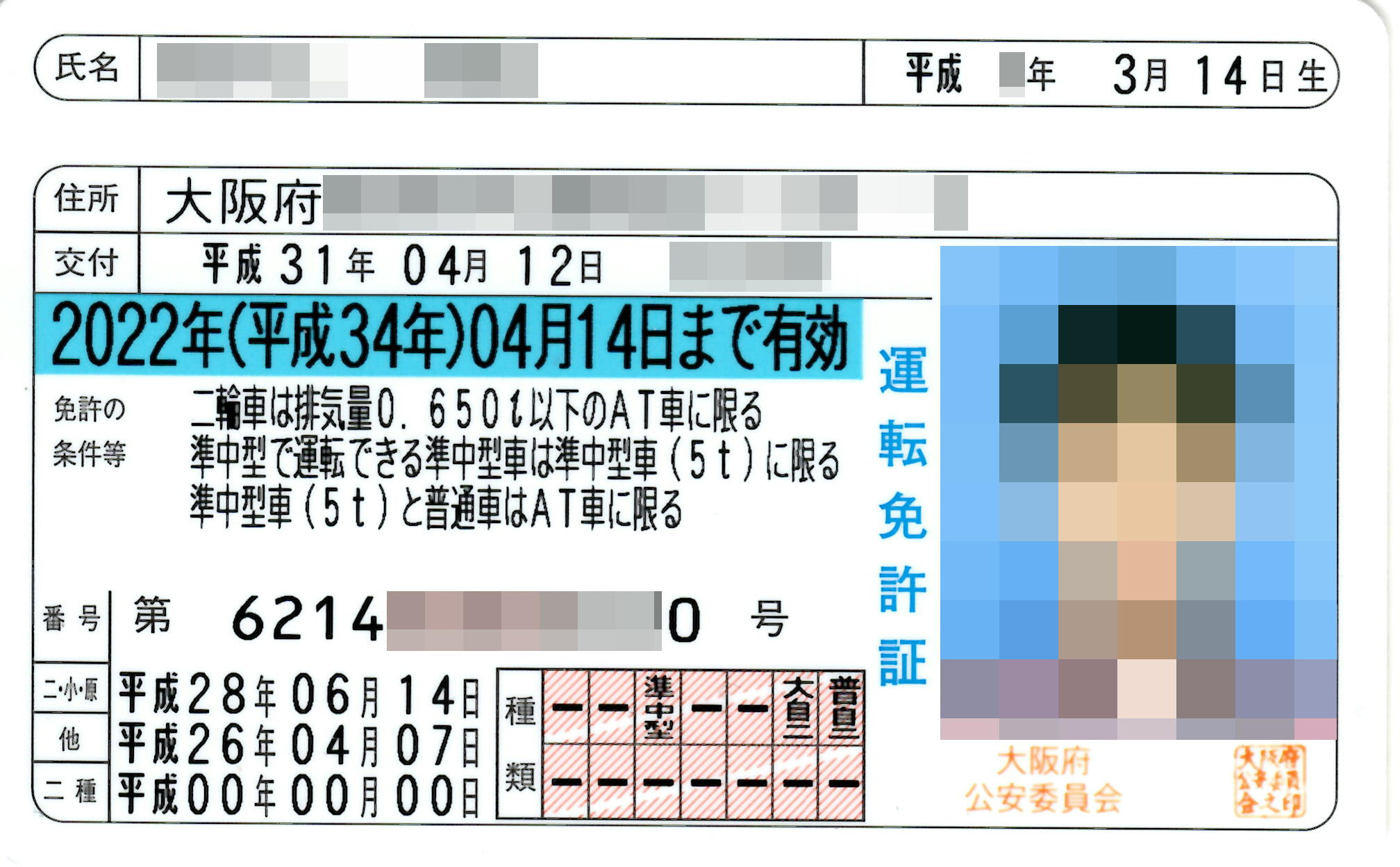
2019年3月から同年4月30日までの間に交付されていた運転免許証。有効期限年は西暦となり、元号年は交付時の元号（平成）で括弧内に記載されている。

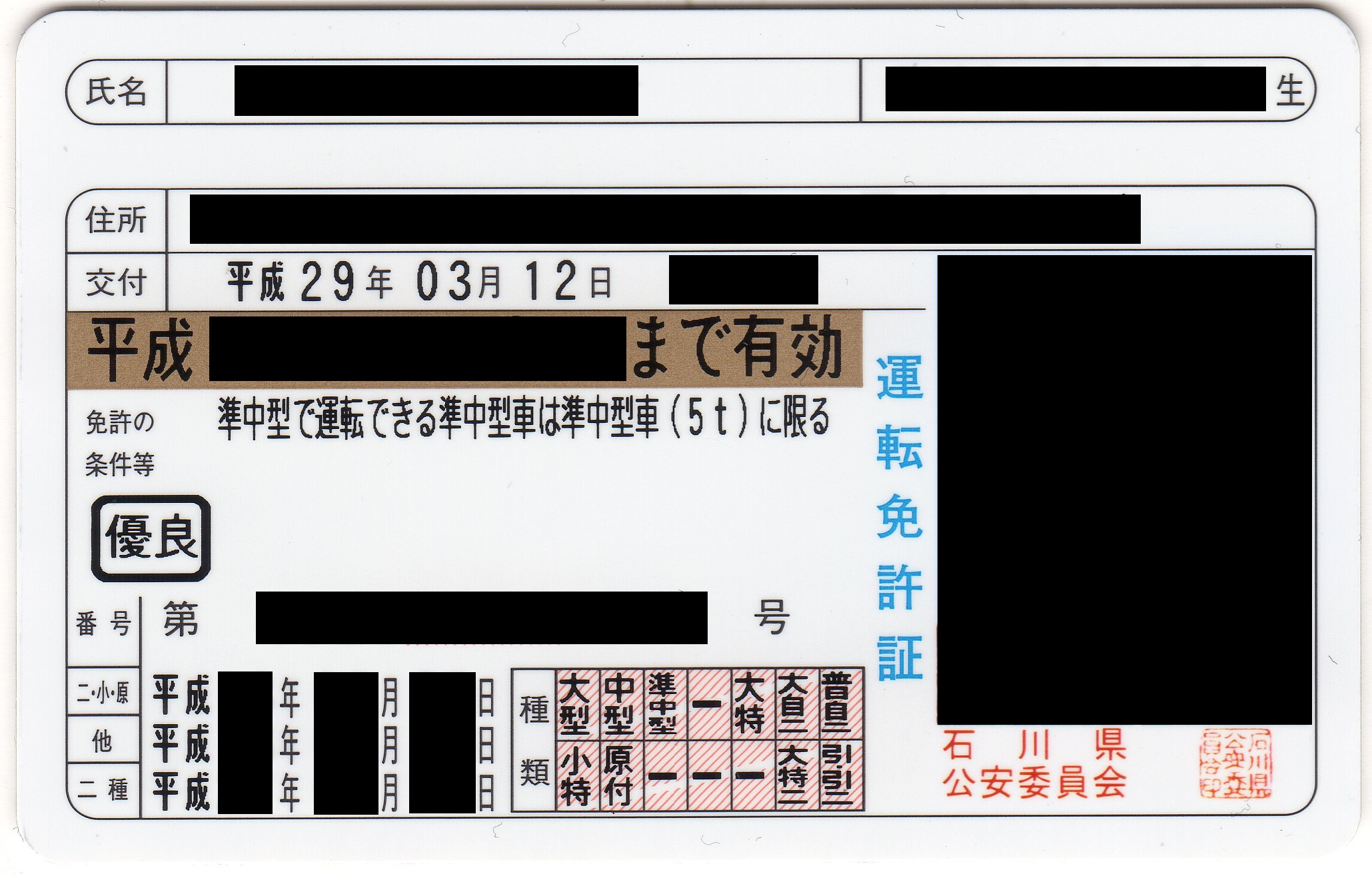
2017年3月12日から2019年4月までの間に交付されていた運転免許証（本籍欄なし）

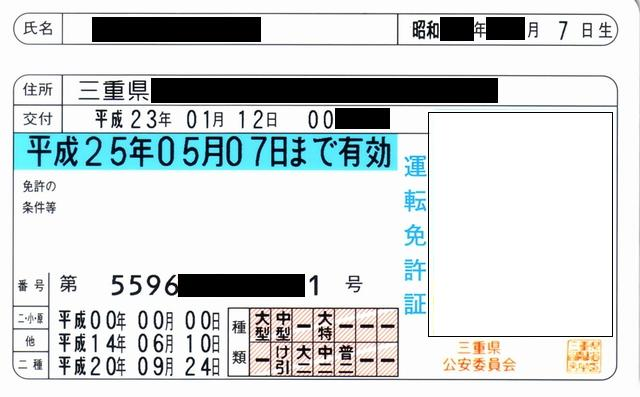
2017年3月11日まで交付されていた運転免許証（本籍欄なし）

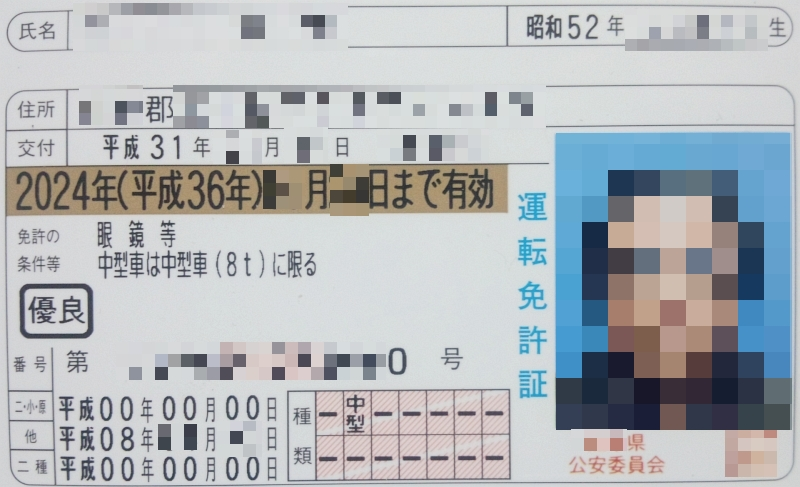
本籍表示がない旧運転免許証（2007年6月2日以降「普通」は現在「中型」（条件：中型車は中型車（8t）に限る）に移行している）

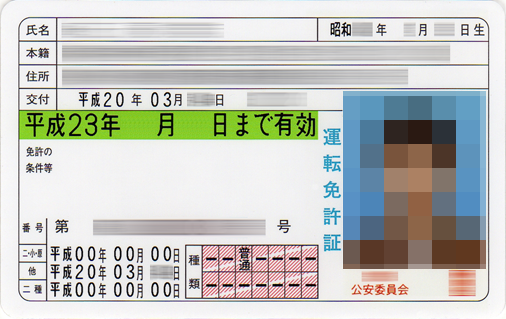
本籍表示がある、初取得時から初回更新（もしくは他免種取得）までの旧グリーン運転免許証（2017年3月12日以降「普通」は現在「準中型」（条件：準中型で運転できる準中型車は準中型車（5t）に限る）に移行している）

プライバシー保護のため、記載事項の一部と顔写真は加工。
|  |  |  |

|  |  |

## 備考

### 偽造・意図的毀損
運転免許証は公文書であるため、偽造・変造・不実記載は文書偽造罪、道路交通法違反になるのはもとより、顔写真に冗談で悪戯書きをしたり、裏面の各種記載欄にメモ書き・落書きしたりするだけでも、同罪や文書等毀棄罪に問われる。ただし、裏面の下部に設けられた欄に国家公安委員会の定める書面（例：臓器移植に関する意思表示シール）を任意で貼り付けることができる。何も書かなくても全く問題ない。

### 笑顔の証明写真
日本の場合、証明写真については、歯を見せて微笑んだり笑ったりした顔では有効ではないとされることもあり、その場で再撮影を要求される場合もあるが、認められる場合もある。
なお、アメリカ合衆国では運転免許証に笑顔の写真を使用することも認められていたが、近年ではコンピュータによる顔認識システムの都合から、笑顔の写真が禁じられている州もある。